# Italo Valenti
Italo Valenti (* 29. April 1912 in Mailand, Italien; † 6. September 1995 in Ascona, Schweiz) war ein italienischer Maler des Informel.

## Leben und Werk
Italo Valenti begann 1927 bei einem Goldschmied in Vicenza zu lernen und zu arbeiten und abends die Malklassen der Kunstschule zu besuchen. Er machte in dieser Zeit die Bekanntschaft der Maler Maurizio Girotto und Libero Augenti und der Schriftsteller Neri Pozza und Antonio Barolini.
Nach der Lehre und dem Besuch von weiteren Kunstschulen in Vicenza und der Akademie in Venedig, studierte Valenti von 1934 bis 1937 an der Accademia di Belle Arti di Brera in Mailand bei Aldo Carpi, bei dem er dann auch als Assistent arbeitete. Seine erste Einzelausstellung hatte er in Valdagno im Jahr 1932. In seiner frühen Kunst setzte er sich mit dem dramatischen Realismus auseinander. Ein Aufenthalt in Paris und in Belgien im Jahre 1935 ermöglichte ihm die Auseinandersetzung mit dem Impressionismus und der Kunst von Paul Cezanne. Valenti wurde von Gründung an ein Mitglied der Künstlergruppe „Corrente“.
In den 1940er Jahren beschäftigte sich Valenti in seiner Malerei mit unbelebten Objekten und Stillleben. In den 1950er Jahren zog Valenti in die Schweiz, traf dort auf die Dichterin Anne de Montet, die er heiratete, und hatte intensiven Kontakt zu Hans Arp, Ben Nicholson und Julius Bissier.
In diesen Jahren, nach einer Zeit der Befreiung von der gegenständlichen Kunst wandte sich Valenti dem Informel zu und widmete sich der Collage. In seinen Collagen benutzte er farbige Karten, in verschiedenen Stärken und verschiedenen Formen unter Vermeidung von Linien und geometrischen Formen. Seine Kunst wandte sich deutlich der Abstraktion und Konkretheit zu, völlig frei von Illusionismus.
Im Jahr 1958 war er Teilnehmer der Biennale von Venedig. Im Jahr 1964 war Italo Valenti mit einigen Collagen auf der documenta III in Kassel in der Abteilung Malerei vertreten.
Er hatte Einzel- und Gruppenausstellungen in Italien, der Schweiz und international. Seine Werke sind in zahlreichen Sammlungen öffentlicher Galerien und Museen weltweit vertreten.